# Saxifraga arachnoidea
Saxifraga arachnoidea là một loài thực vật có hoa trong họ Saxifragaceae. Loài này được Sternb. miêu tả khoa học đầu tiên năm 1810.